# Palazzo Donà Giovannelli
Palazzo Donà Giovannelli è un edificio civile sito nella città di Venezia e facente parte del sestiere di Cannaregio. Si affaccia sul Rio di Noale e sul Rio di Santa Fosca, a fianco di Palazzo Pasqualigo Giovannelli.

## Storia
Non si conosce il progettista di questo complesso, in passato attribuito a Filippo Calendario, architetto di Palazzo Ducale. Il Palazzo, già donato nel 1538 a Francesco Maria I Della Rovere, duca di Urbino, divenne proprietà di Giovanni Battista Donà, che fu però costretto per debiti a venderlo alla famiglia Giovannelli. L'edificio è stato profondamente ristrutturato più volte: in un primo tempo da Giovanni Battista Meduna tra il 1847 e il 1848 e in un secondo momento in pieno Novecento. Dal 2019 il palazzo è di proprietà del gruppo Arsenale.

## Descrizione degli esterni
L'edificio, trovandosi alla confluenza di due rii, presenta due facciate. 
- La facciata sul Rio di Noale o di Noal presenta un bel prospetto monumentale di forma tardo-gotica. Il pianterreno è caratterizzato da un importante portale ad acqua e da piccole monofore archiacute, mentre i piani nobili presentano due importanti eptafore e numerosi altri fori: gli elementi più pregiati di questo impianto sono la polifora del primo piano nobile, dalla straordinaria estensione, e le bifore angolari, che si sviluppano su due facciate arricchendo gli spigoli.
- La facciata sul Rio di Santa Fosca, nonostante sia lunga circa quaranta metri e si affacci su una importante via acquatica, appare più semplice rispetto a quella principale. Ristrutturata più volte, appare come la contaminazione di più stili: gotico, tardo rinascimentale, settecentesco e neogotico[3]. Unico elemento di vero rilievo è la polifora sulla quale si affaccia il salone principale.

Sul retro è presente un giardino, occupato da una tradizionale attività di tajapietra.

## Descrizione degli interni
Il Palazzo si sviluppa attorno ad un'ampia corte centrale, alla quale si perviene attraverso il portale monumentale. Su di essa è affacciata una scala ottagonale, che raggiunge il piano nobile. L'edificio presenta anche altri due scaloni, pure questi affacciati sulla corte, ma di carattere più tradizionale. Il piano nobile è caratterizzato dall'assenza del portego centrale, tipico della maggior parte dei palazzi veneziani; è invece suddiviso in una moltitudine di locali minori, arricchiti da stucchi, cassettoni e camini, tra i quali spicca un salone contraddistinto dalla forma ad ambone e tripartito mediante l'uso di colonne. 
Gli interni sono stati completamente ridisegnati da Giovanni Battista Meduna. Un tempo il Palazzo ospitava opere quali la Tempesta di Giorgione.